# St. Martin (Neukirchen vorm Wald)

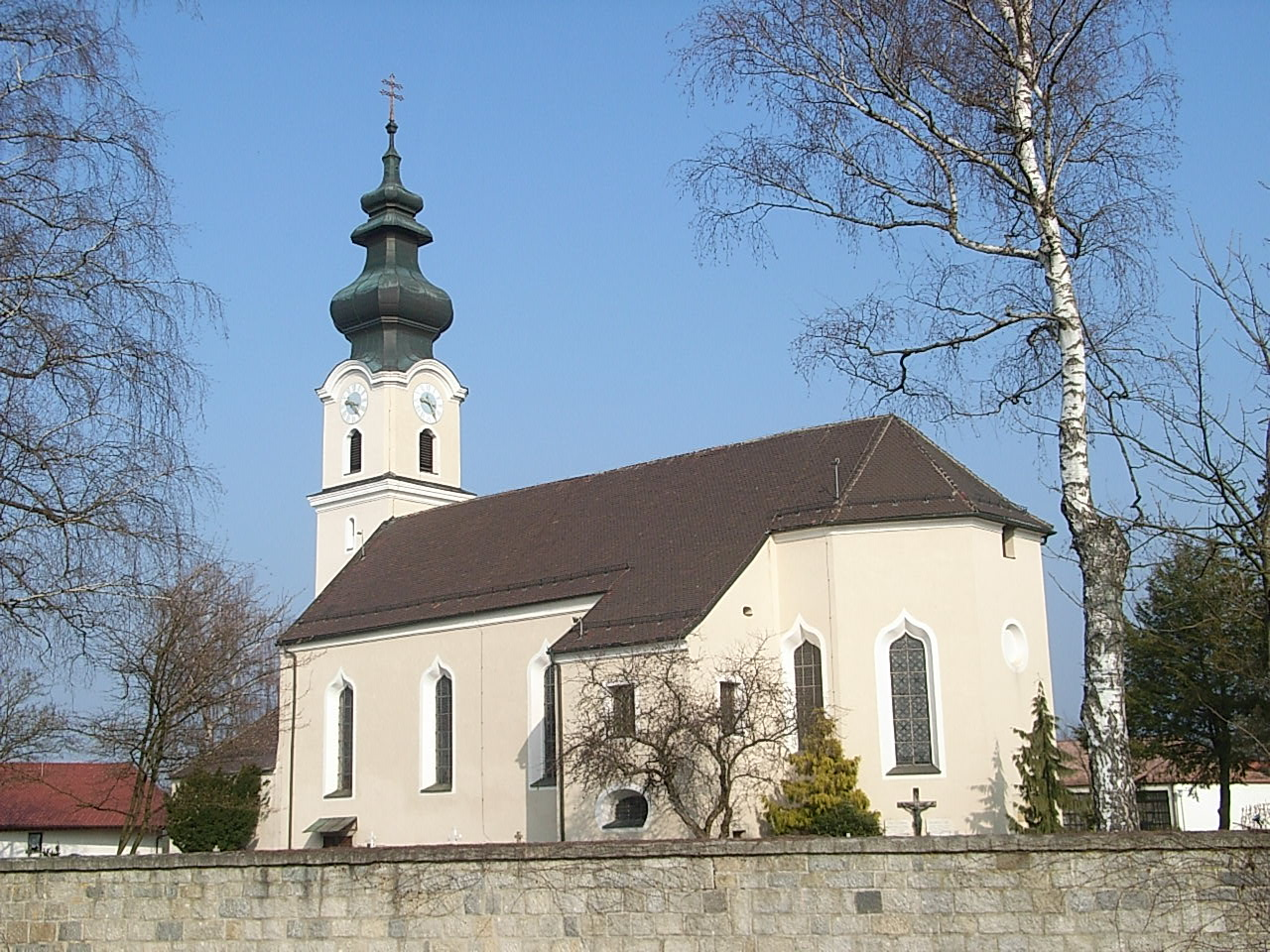
St. Martin in Neukirchen vorm Wald

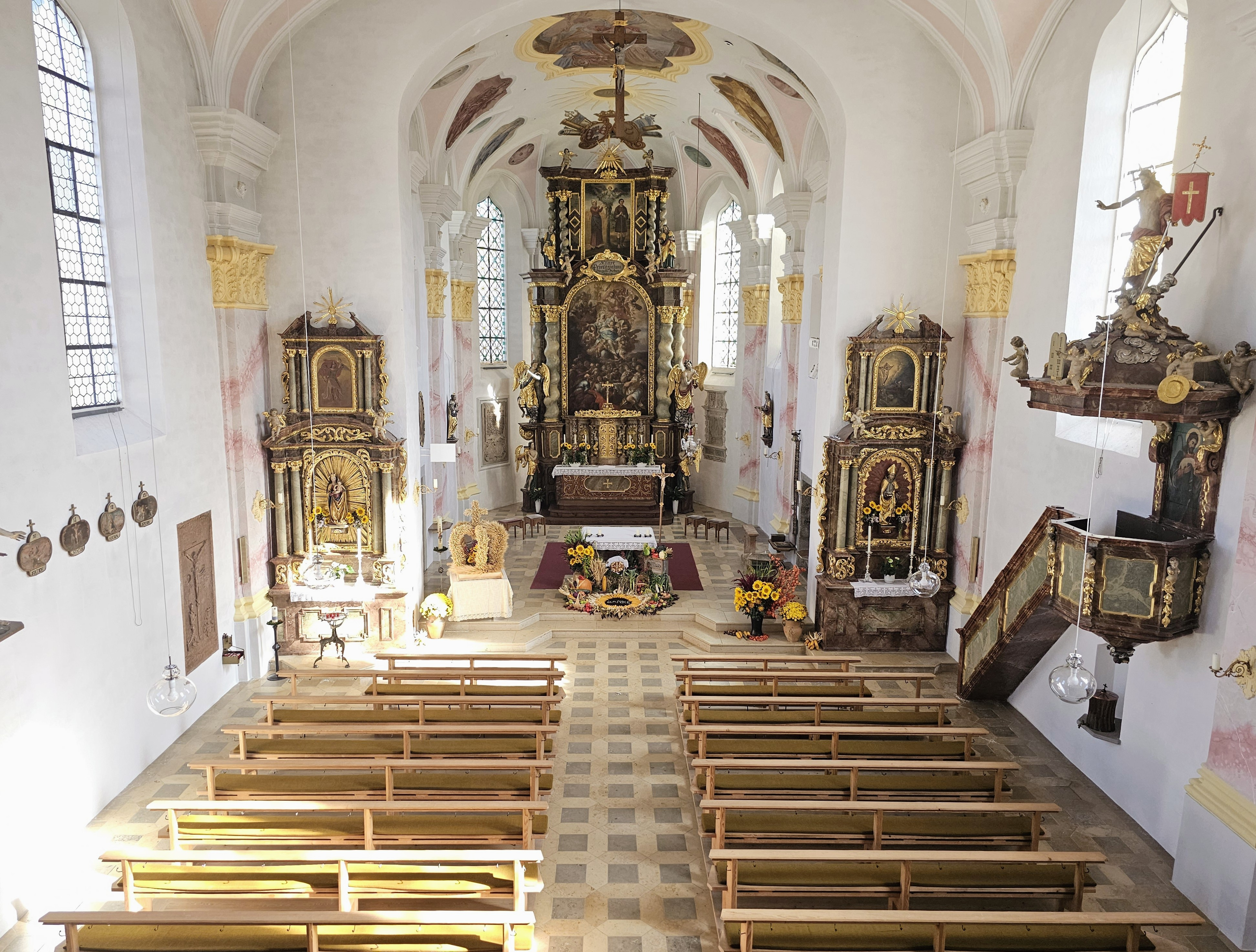
Innenraum (2023)

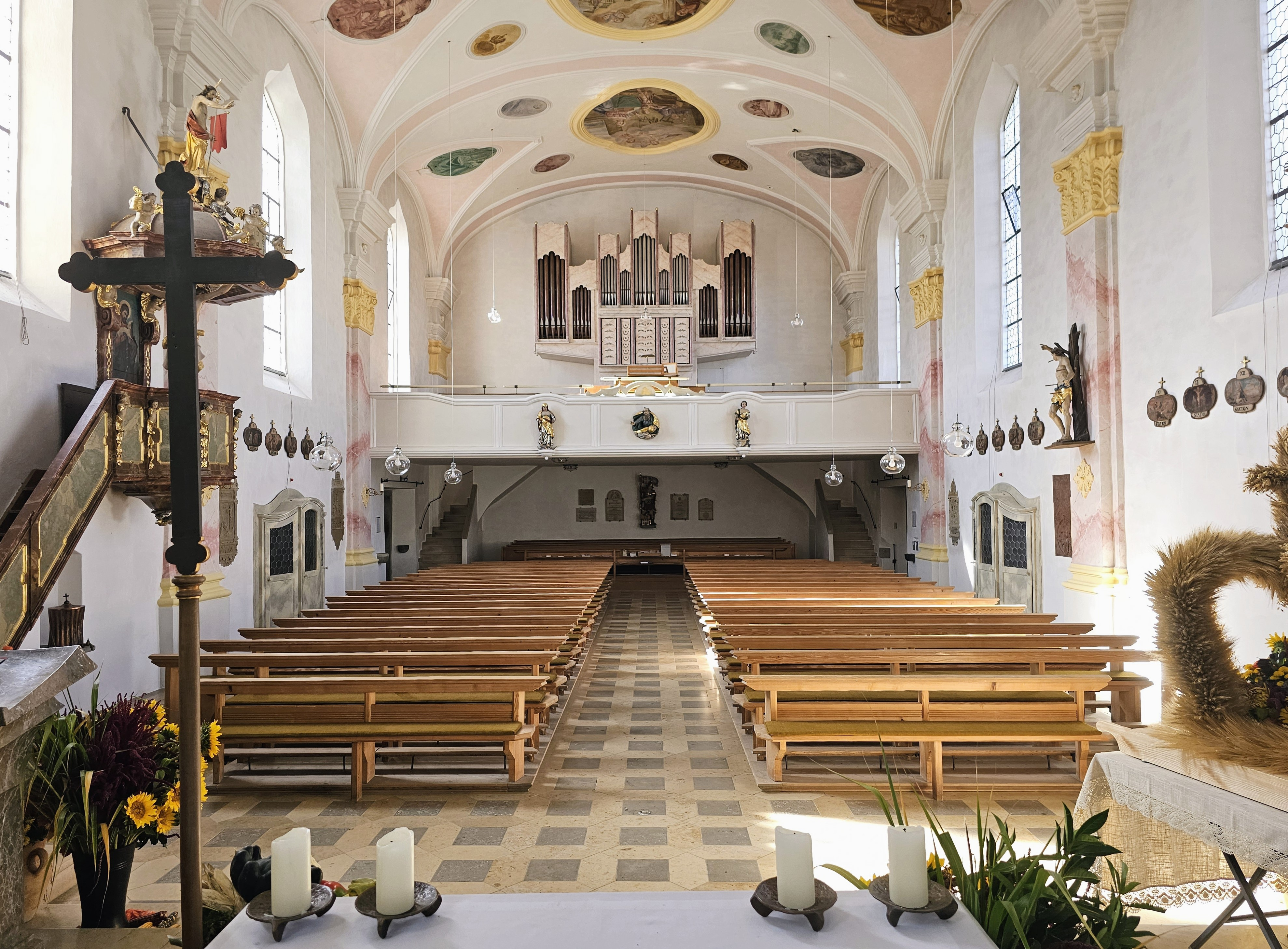
Blick zur Orgel

Die katholische Pfarrkirche St. Martin befindet sich in Neukirchen vorm Wald im Landkreis Passau.

## Geschichte
Bereits 1417 wurde Neukirchen vorm Wald als Pfarrei beurkundet. Sie umfasste die später entstandenen Pfarreien von Tittling und Preying, weshalb die Pfarrkirche von Neukirchen vorm Wald als „Mutterkirche des Dreiburgenlandes“ bezeichnet wird.
Die stattliche Kirche ist im Kern spätgotisch. Von 1724 bis 1735 wurde sie im Stil des Barocks erweitert. Zur Ausstattung gehören mehrere gotische und barocke Figuren. Die Orgel auf der Empore wurde 1972 von Michael Weise erbaut. Sie umfasst 16 Register auf zwei Manualen und Pedal. Der imposante Turm entstand 1758. Neben der Kirche befindet sich die Seelenkapelle. Der barocke Friedhofseingang wird von einem Giebelschmuck bekrönt.